# Донецький повіт
Центр повіту був у селі Підгірне, яке було перейменоване на місто Донецьк, який згодом був перейменований на Слов'яносербськ. Утворений з земель Бахмутської провінції.
- У 1784—1796 роках у складі Катеринославського намісництва
- У 1796 році увійшов до складу Бахмутського повіту Новоросійської губернії
- у 1806 році створений Слов'яносербський повіт Катеринославської губернії за новою назвою міста Донецька